# Tom Mason (attore)
Tom Mason (Brooklyn, 1º marzo 1949) è un attore statunitense.
Ha cominciato la sua carriera nel 1978, partecipando alla serie TV I Ryan. Ha recitato in pellicole per il cinema e per la televisione, collaborando a oltre 70 produzioni.

## Filmografia

### Cinema
- Il re degli zingari (King of the Gypsies), regia di Frank Pierson (1978)
- Apocalypse Now, regia di Francis Ford Coppola (1979)
- Crimini del cuore (Crimes of the Heart), regia di Bruce Beresford (1986)
- Mississippi Burning - Le radici dell'odio (Mississippi Burning), regia di Alan Parker (1988)
- Gli uomini della mia vita (Men Don't Leave), regia di Paul Brickman (1990)
- F/X 2 - Replay di un omicidio (F/X2), regia di Richard Franklin (1991)
- Caro zio Joe (Greedy), regia di Jonathan Lynn (1994)
- Incendio assassino (Flashfire), regia di Elliot Silverstein (1994)
- Il terrore dalla sesta luna (The Puppet Masters), regia di Stuart Orme (1994)
- Maternal Instincts, regia di George Kaczender (1996)
- Se scappi, ti sposo (Runaway Bride), regia di Garry Marshall (1999)
- Flags of Our Fathers, regia di Clint Eastwood (2006)

### Televisione
- Barnaby Jones – serie TV, episodi 8x02-8x03 (1979)
- Nero Wolfe, regia di Frank D. Gilroy – film TV (1979)
- Freebie e Bean (Freddie and the Bean) – serie TV, 9 episodi (1980-1981)
- L'onore della famiglia (Our Family Honor) – serie TV, 13 episodi (1985-1986)
- Il commissario Scali (The Commish) – serie TV, episodi 1x05-1x06 (1991)
- Un medico tra gli orsi (Northern Exposure) – serie TV, episodio 5x20 (1994)
- La signora in giallo (Murder, She Wrote) - serie TV, episodio 11x12 (1995)
- X-Files (The X-Files) – serie TV, episodio 3x21 (1996)
- JAG - Avvocati in divisa (JAG) – serie TV, episodio 1x19 (1996)
- Sentinel (The Sentinel) – serie TV, episodio 2x14 (1997)
- Cinque in famiglia (Party of Five) – serie TV, 24 episodi (1994-2000)
- I Soprano (The Sopranos) – serie TV, episodio 4x01 (2002)
- Law & Order: Criminal Intent – serie TV, episodio 3x04 (2003)
- Law & Order - Unità vittime speciali (Law & Order: Special Victims Unit) – serie TV, episodi 4x02-5x15 (2002-2004)
- Law & Order - I due volti della giustizia (Law & Order) – serie TV, 4 episodi (1992-2004)
- Unforgettable – serie TV, episodio 1x05 (2011)
- Blue Bloods – serie TV, episodio 2x07 (2011)
- White Collar – serie TV, episodio 3x16 (2012)

## Doppiatori italiani
Nelle versioni in italiano delle opere in cui ha recitato, Tom Mason è stato doppiato da:
- Luca Dal Fabbro in F/X 2 - Replay di un omicidio, Blue Bloods
- Vittorio Stagni in Apocalypse Now
- Paolo Turco in Freebie e Bean
- Gioacchino Maniscalco in L'onore della famiglia
- Mario Milita in Mississippi Burning - Le radici dell'odio
- Saverio Moriones in Law & Order - I due volti della giustizia (ep. 2x15)
- Luigi La Monica in Law & Order - Unità vittime speciali (ep. 4x02)
- Michele Kalamera in Law & Order - Unità vittime speciali (ep. 5x15)
- Claudio Fattoretto in Caro zio Joe
- Pieraldo Ferrante in La signora in giallo
- Renato Cecchetto in X-Files
- Augusto Di Bono in Law & Order: Criminal Intent
- Diego Reggente in White Collar
- Luigi Ferraro in Apocalypse Now Redux